# Julie Mas
Julie Mas, née Pelte le 15 août 1902 à Curepipe et morte le 17 septembre 1983 à Saint-Denis (La Réunion), est la première femme chef d'entreprise de l'île de La Réunion, fondatrice de Mancini Assurances, et un temps vice-présidente de la Banque de la Réunion.

## Biographie
En 1935, John Albert Mancini prépare sa succession au sein de son entreprise d'assurances. Julie Mas est la meilleure candidate, mais les droits des femmes étant assez peu développés alors, celle-ci doit par exemple demander une autorisation écrite à son mari pour occuper ce poste à responsabilité. Le 22 mars 1935, à la mort de John Albert Mancini, Julie Mas, sa belle-sœur, reprend la direction de la société d'assurances.
Une fois à la tête de la société Mancini Assurances, elle lance de nouvelles couvertures d'assurance (incendies, accidents de la vie). Elle est secondée à la tête de cette entreprise par sa belle-fille Florence Mas.
Julie Mas est représentante de l'Alliance française dans l'océan indien pendant la 2nde guerre mondiale, un membre fondateur du BOTC (Bourbon olympique tennis club), et également vice-présidente de la Banque de la Réunion (la banque étant un grand client de Mancini Assurances). La société Assurances Mancini est devenue Assurances Mas, puis M Assurances. Elle dirige également l'association érudite Sciences et Arts, et milite auprès du gouvernement pour la mise en place dans les années 1930 d'un code de la route sur l'île pour prévenir l'augmentation des accidents de la route.
Lors de son mandat de maire de Saint-Denis de 1925 à 1938, Jean Chatel commande des tableaux grand format pour décorer l'Hôtel de ville. Les œuvres sont réalisées par Maurice Ménardeau. Julie Mas et sa sœur Jessy Pelte font partie des personnages anonymes représentés sur les tableaux.

## Prix Julie Mas
Depuis 2007, via l'association Efoir (Entreprendre au féminin océan Indien Réunion), le prix « Julie Mas - Orange - Ile de la Réunion » est décerné chaque année à quatre femmes par an pour récompenser et promouvoir l'entrepreneuriat féminin.

## Vie privée
Julie Mas est mariée à Louis Mas, fondateur du Crédit agricole.